# アルフレート・ロラー
アルフレート・ロラー（Alfred Roller、1864年10月2日 - 1935年6月21日）はオーストリアの舞台美術家、画家、イラストレータである。「ウィーン分離派」の主要なメンバーの一人で、作曲家、グスタフ・マーラーの楽劇の舞台美術家、演出家として活躍した。

## 略歴
現在のチェコのブルノに生まれた。父親は画家で、中学校の教師であった。1884年からウィーン美術アカデミーで、クリスティアン・グリーペンケールやエドゥアルト・ペイトナー・フォン・リヒテンフェルスに学んだ。美術アカデミーの保守的な教育に失望して、1897年に結成された「ウィーン分離派」にコロマン・モーザー、ヨゼフ・マリア・オルブリッヒらと参加した。1899年にウィーンの工芸学校（Kunstgewerbeschule: 後のウィーン応用美術大学）の教授となったイラストレータとして、分離派の展覧会のポスターや分離派の機関誌「ヴェール・サクルム」（Ver sacrum)の表紙も描いた。
1902年の分離派の展覧会の開会式に指揮者として招かれた作曲家のマーラーと知り合い友人となり、1903年2月に宮廷歌劇場（後のウィーン国立歌劇場）で上演された『トリスタンとイゾルデ』の舞台美術を担当し、成功し、その後もマーラーの作品の舞台美術の仕事を続けた。後に「分離派」も退会し、工芸学校の仕事を辞め、宮廷歌劇場の舞台美術監督になり、その仕事を1909年まで続けた。
ロラーは1920年に開かれた第1回のザルツブルク音楽祭でのマックス・ラインハルト演出のフーゴ・フォン・ホーフマンスタールの演劇『イェーダーマン』の舞台美術も担当した。

## 作品

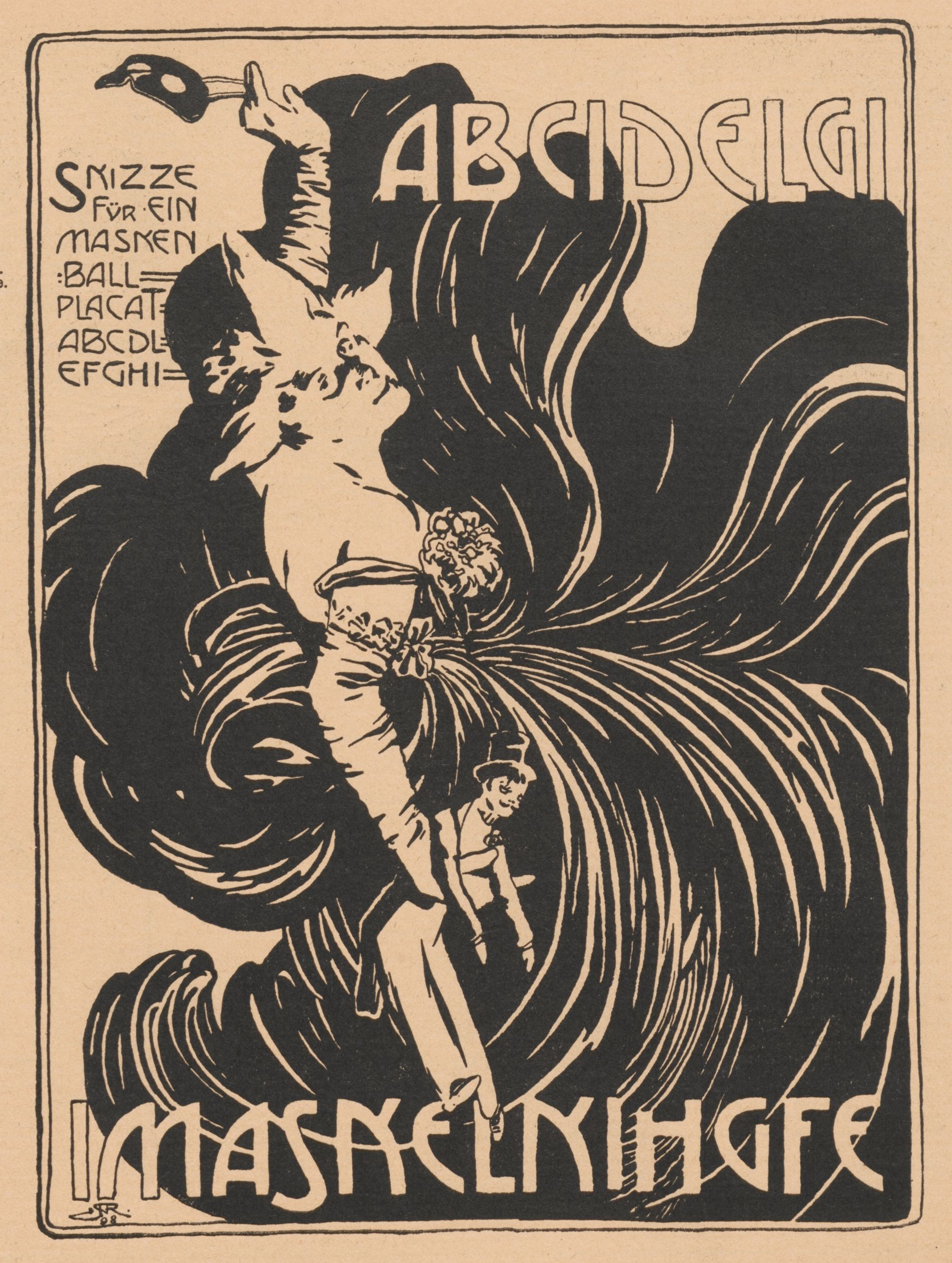
仮舞踏会のポスター
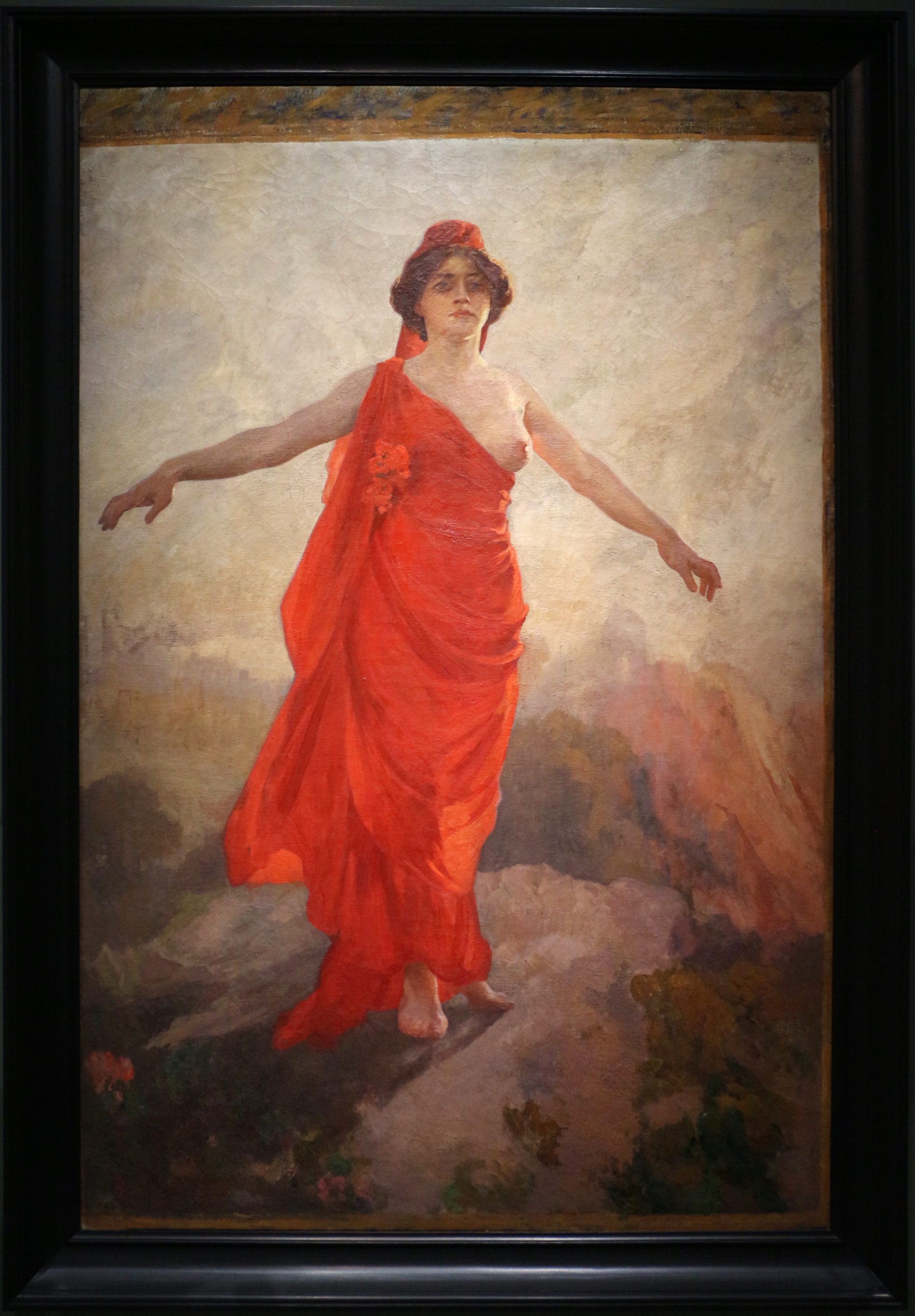
若い共和国
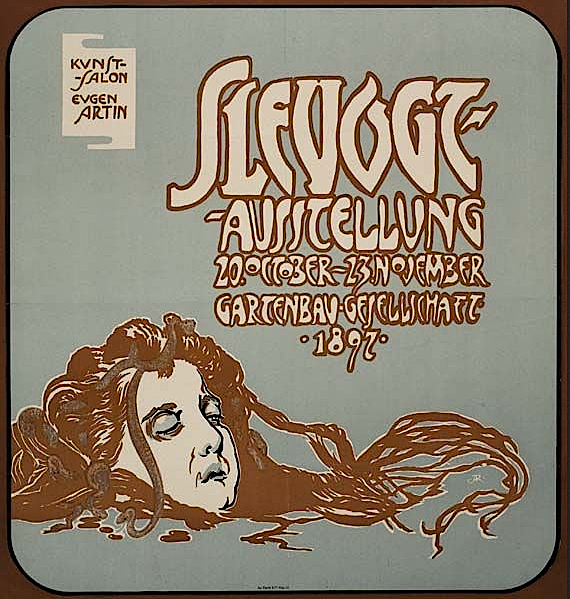
展覧会ポスター
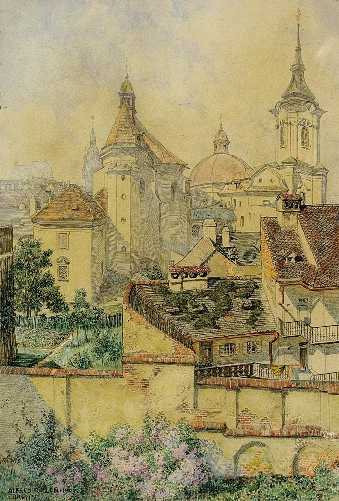
ブルノ(水彩画)

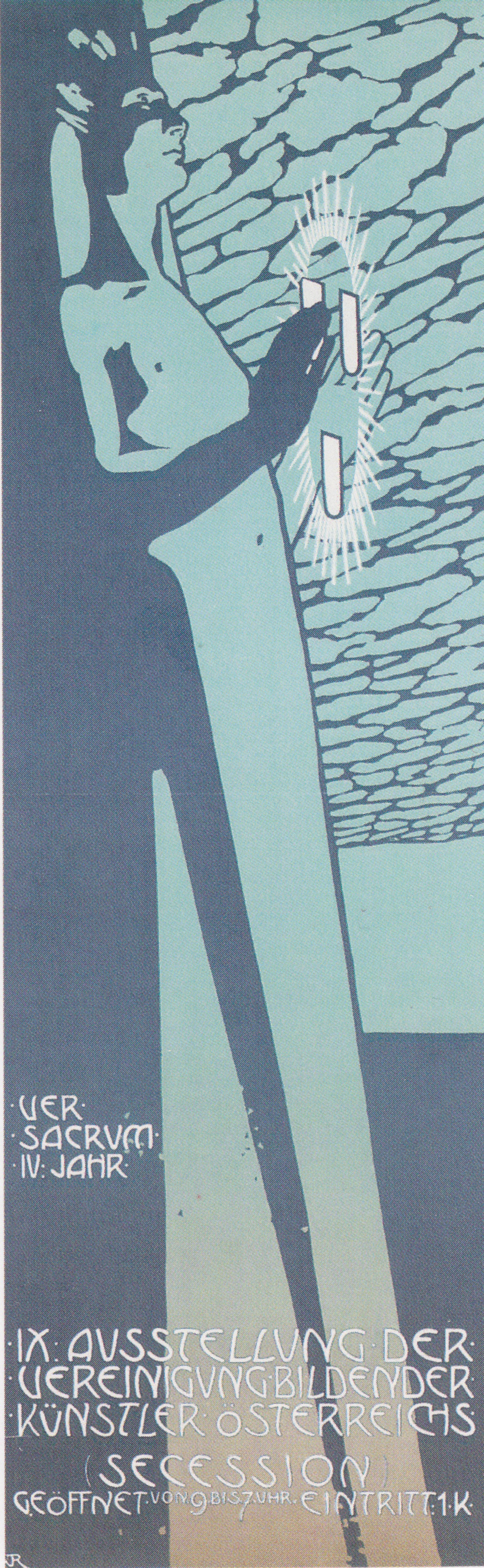
第9回分離派展覧会ポスター
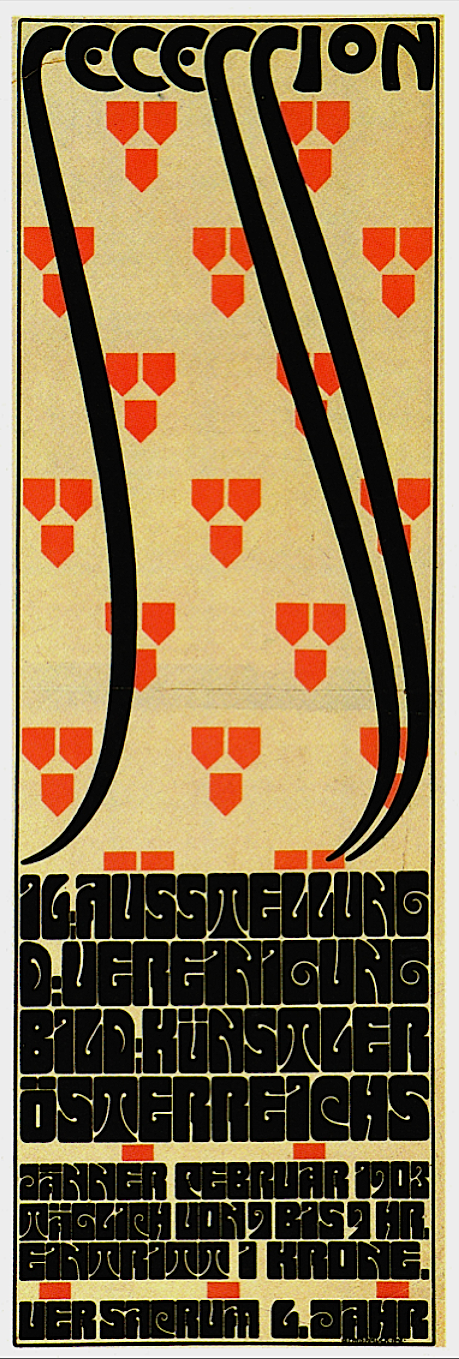
第16回分離派展覧会ポスター
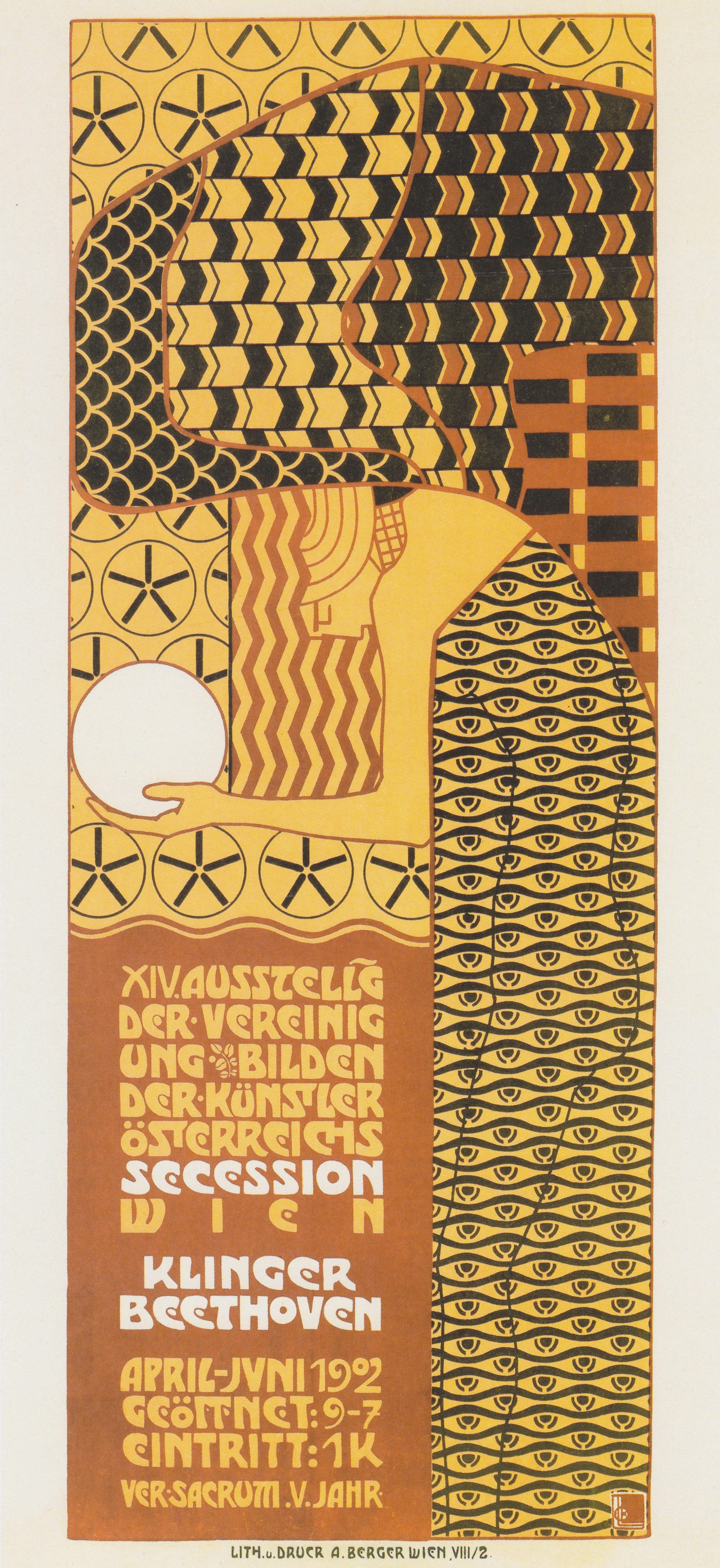
第14回分離派展覧会ポスター
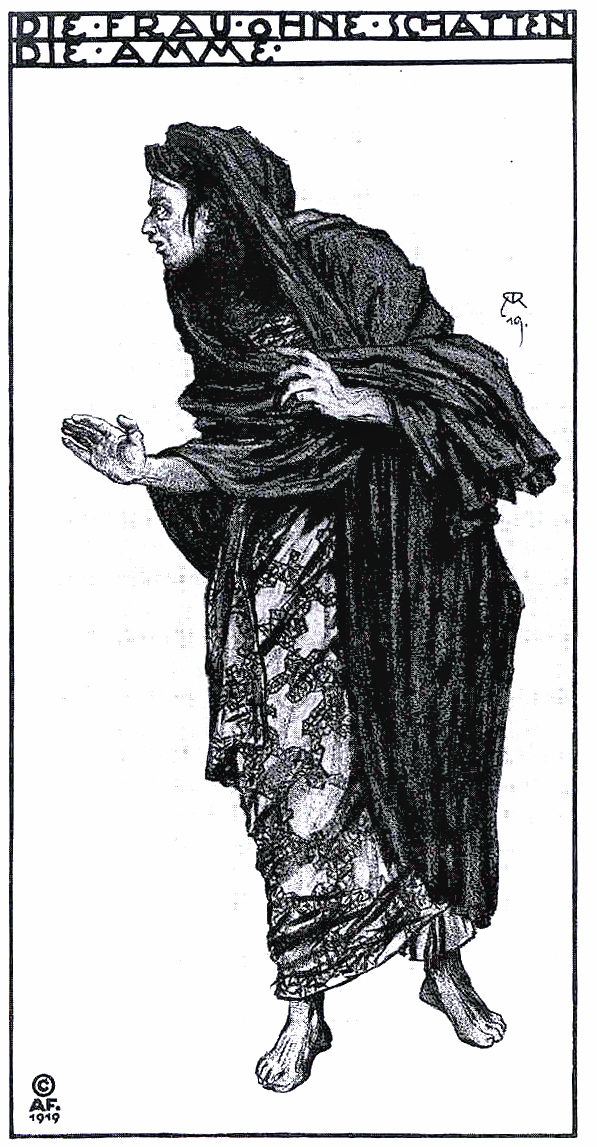
舞台衣装デザイン